# Абдалла Куршумі
Абдалла Куршумі (араб. عبد الله كرشمي; 1932 — 26 липня 2007) — єменський державний і політичний діяч, прем'єр-міністр Єменської Арабської Республіки.